# Galīzeh
Galīzeh (persiska: گليزه, گُليزِه) är en ort i Iran.   Den ligger i provinsen Östazarbaijan, i den nordvästra delen av landet, 500 km nordväst om huvudstaden Teheran. Galīzeh ligger 1 651 meter över havet och antalet invånare är 216.
Terrängen runt Galīzeh är kuperad. Runt Galīzeh är det ganska glesbefolkat, med 27 invånare per kvadratkilometer. Närmaste större samhälle är Chol Qeshlāqī, 5,3 km söder om Galīzeh. Trakten runt Galīzeh består i huvudsak av gräsmarker.